# Da questa parte del mare
Da questa parte del mare è un album di Gianmaria Testa, pubblicato nel 2006, con la Radiofandango.

## Tracce
Testi e musiche di Gianmaria Testa.
1. Seminatori Di Grano – 3:12
2. Rrock – 5:17
3. Forse Qualcuno Domani – 3:47
4. Una Barca Scura – 4:31
5. Tela Di Ragno – 5:18
6. Il Passo E L'Incanto – 5:04
7. 3/4 – 4:27
8. Al Mercato Di Porta Palazzo – 3:41
9. Ritals – 4:10
10. Miniera – 3:20
11. La Nostra Città – 1:44

Durata totale: 44:31

## Formazione
- Gianmaria Testa - voce, chitarra
- Enzo Pietropaoli - contrabbasso
- Gabriele Mirabassi - clarinetto
- Claudio Dadone - chitarra
- Philippe Garcia - batteria, percussioni
- Paolo Fresu - tromba
- Luciano Biondini - fisarmonica
- Bill Frisell - chitarra elettrica
- Greg Cohen - contrabbasso
- Vittorio Piombo - violoncello
- Piero Ponzo - sax
- Piero Salvatori - violoncello
- Sebastiano Severi - violoncello